# Lijst van Venezolaanse autosnelwegen

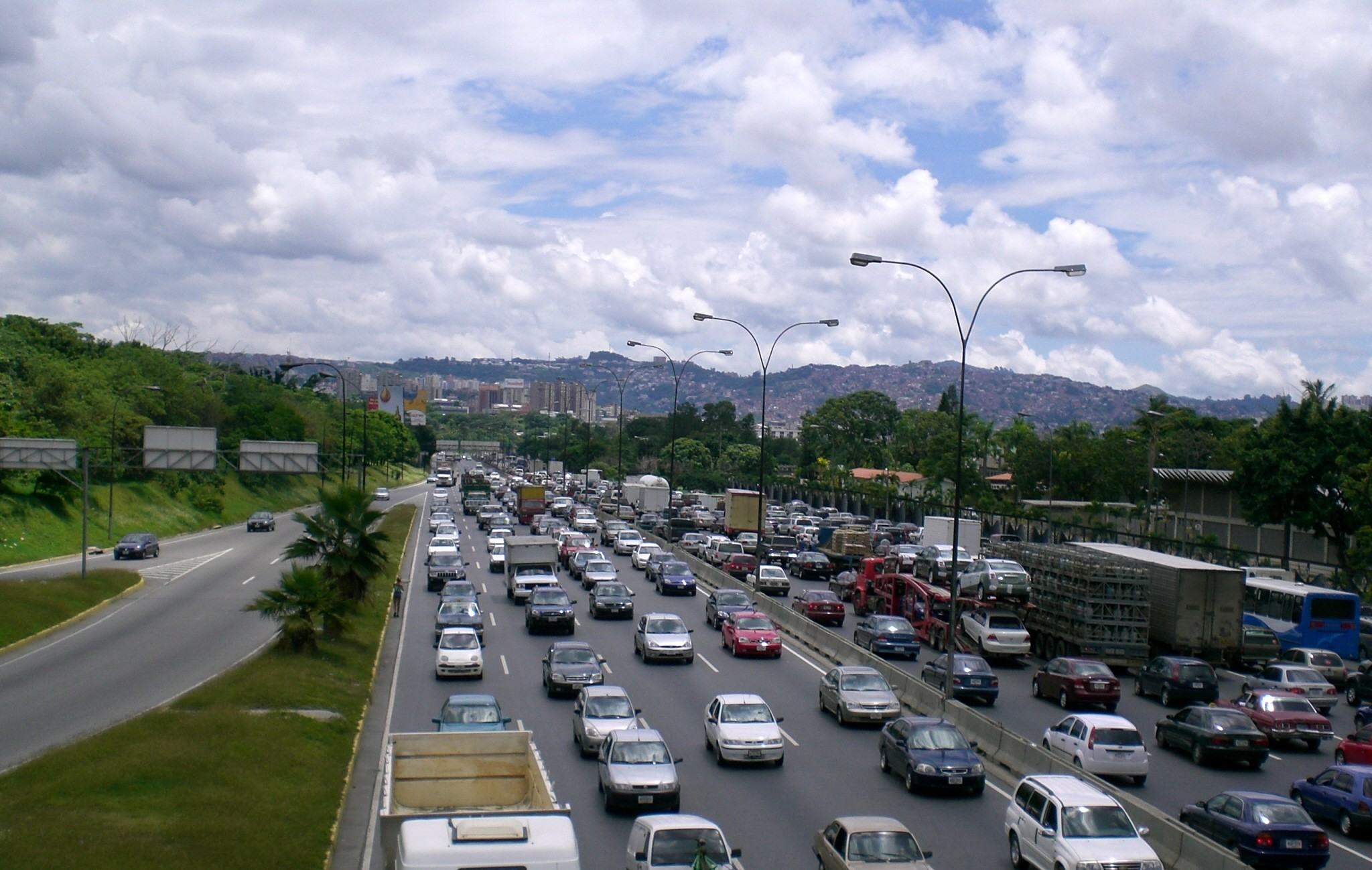
Autopista Francisco Fajardo

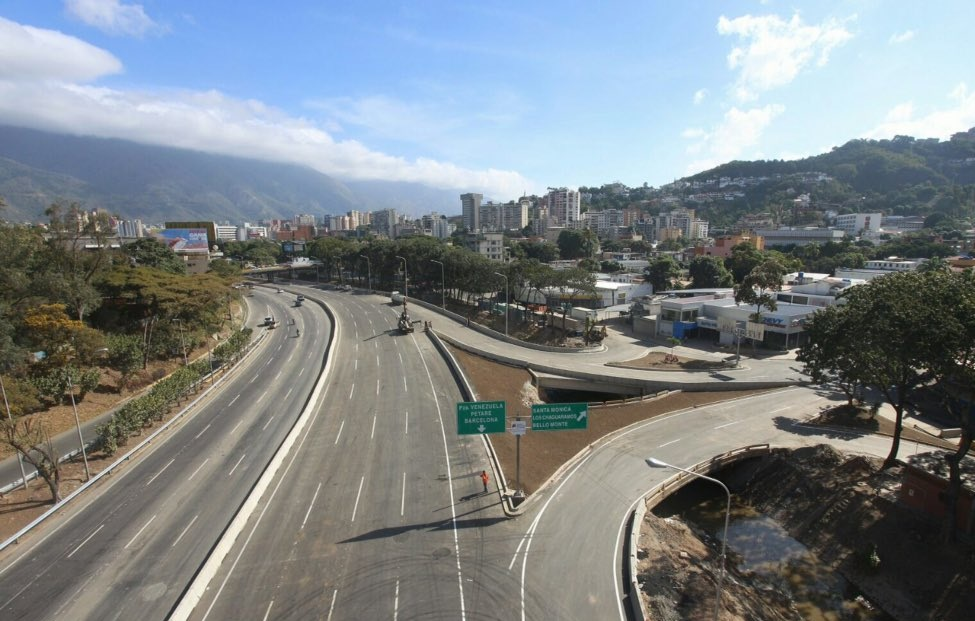
Autopista Valle Coche

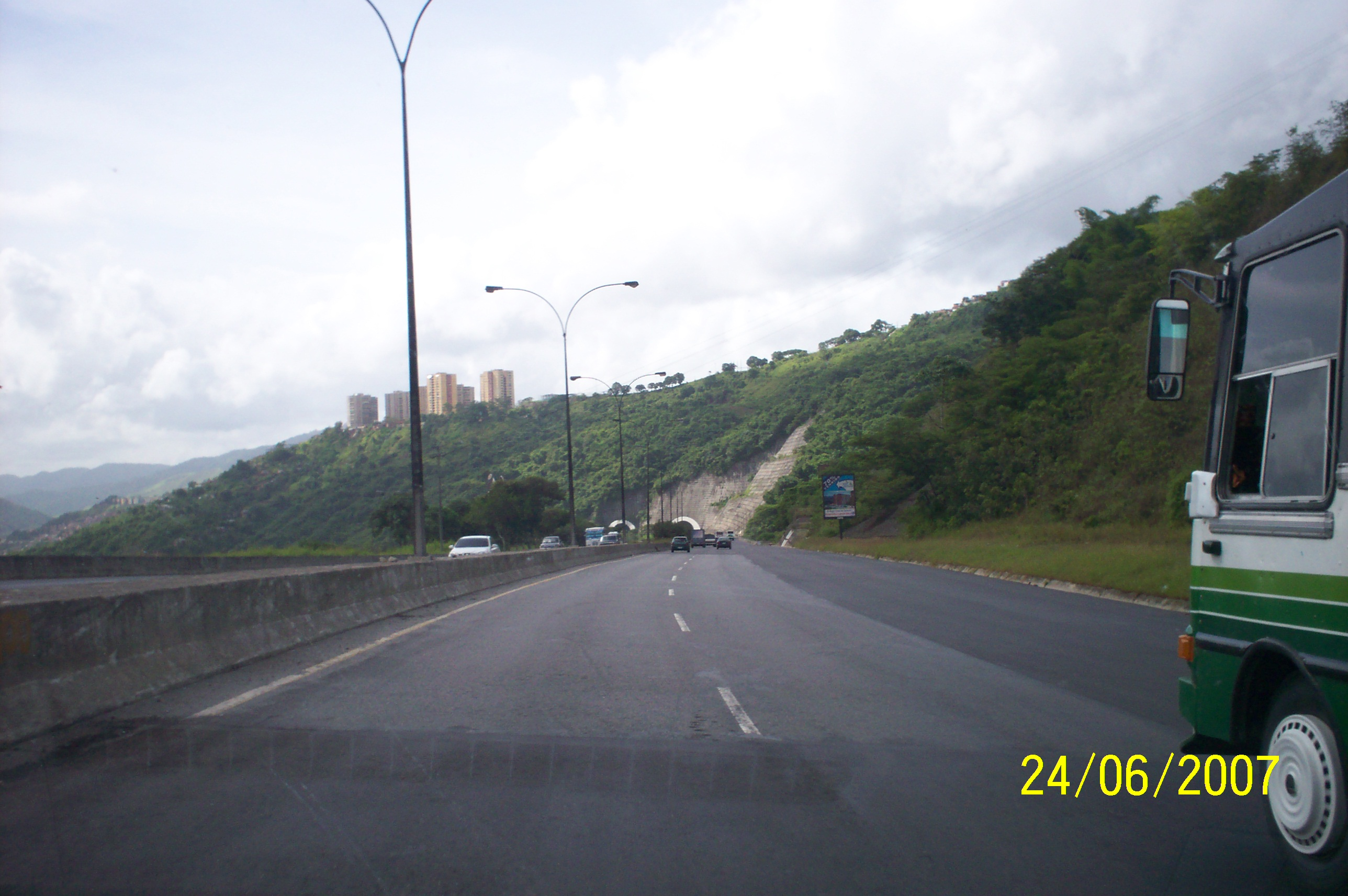
Autopista Gran Mariscal de Ayacucho

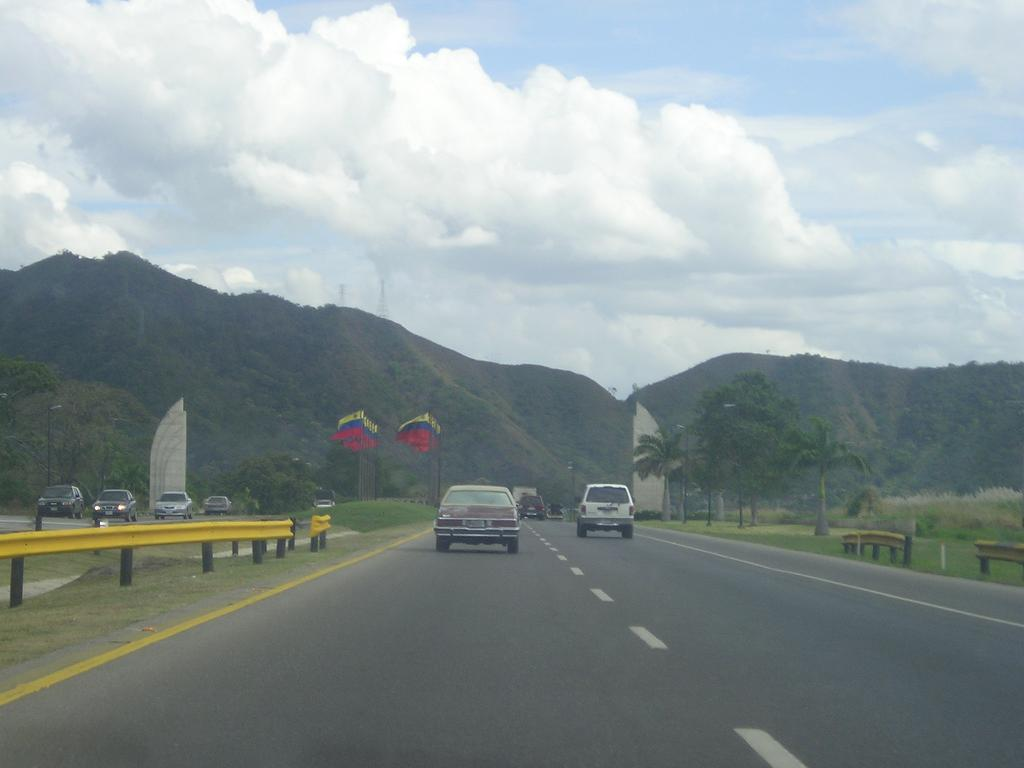
Autopista Regional del Centro

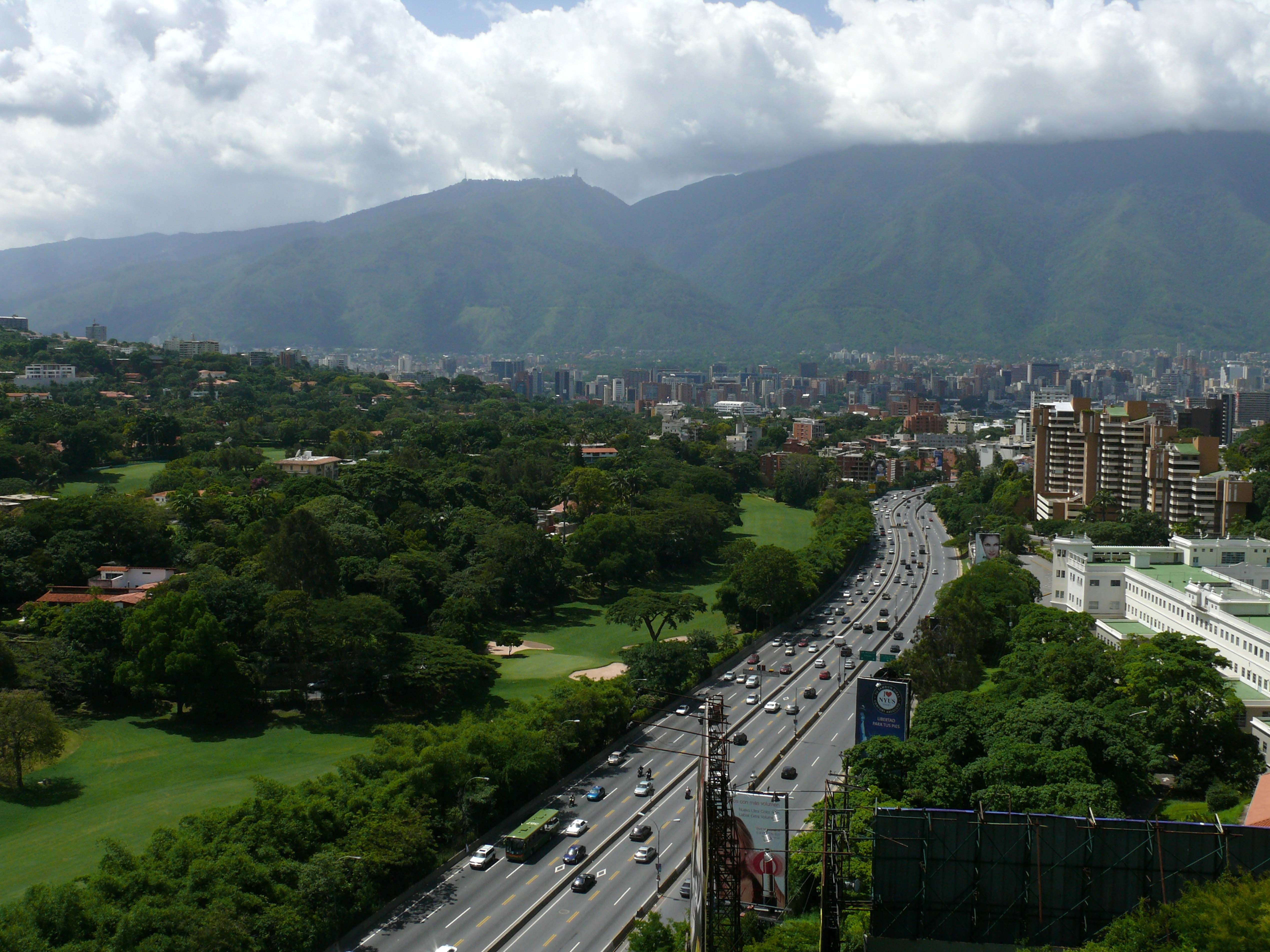
Autopista Prados del Este

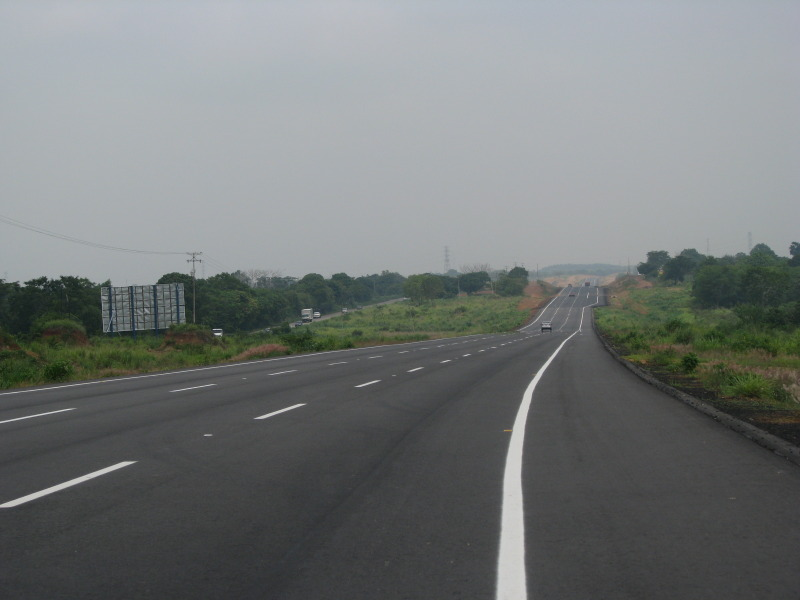
Autopista Lara-Zulia

Hieronder volgt een lijst van autosnelwegen (autopista) in Venezuela.
- Autopista Caracas-La Guaira – Een weg tussen Caracas en La Guaira, van 17 kilometer.
- Autopista Centro Occidental Cimarrón-Andresote – Een weg tussen Barquisimeto, San Felipe en Morón van 125 kilometer.[1]
- Autopista (Circunvalación) del Este – Een weg tussen Valencia en Naguanagua van 12 kilometer.
- Autopista (Circunvalación) del Sur – Een weg tussen Valencia en de zuidelijke voorsteden.
- Autopista Circunvalación Norte – Een weg in Barquisimeto van 29 kilometer.
- Autopista del Este – Een oost-westweg in Caracas in het verlengde van de Autopista Francisco Fajardo.
- Autopista Francisco Fajardo of Autopista Gran Cacique Guaicaipuro Jefe de Jefes – Een weg in Caracas van 28 kilometer.[2]
- Autopista Francisco de Miranda of Autopista La Verota-Kempis – Een weg tussen Valles el Tuy en Barlovento. 4 kilometer werden al eengelegd, 28 kilometer zijn gepland.[3]
- Autopista Gran Mariscal de Ayacucho – Een weg tussen Caracas en de regio noordoost met verschillende snelwegstukken.[4][5]
- Autopista José Antonio Páez of Autopista de Los Llanos – Een weg tussen San Carlos en Barinas.
- Autopista Norte-Sur of Autopista de los Túneles – Een noord-zuidweg door Caracas.[6]
- Autopista Prados del Este – Een weg van 21 kilometer het oosten van Caracas.
- Autopista Regional del Centro (deel van Troncal 1) – Een weg van 155 kilometer tussen Caracas, Maracay en Valencia.[7][8][9]
- Autopista San Cristóbal-La Fría – Een in aanleg zijnde weg van 68 kilometer tussen San Cristóbal en La Fría.[10]
- Autopista Valencia-Puerto Cabello – Een weg van 50 kilometer tussen Valencia en Puerto Cabello.
- Autopista Valle Coche – Een weg van 9 kilometer in Caracas.[11][12]
- Autopista Guacara-Bárbula – Een weg van 15 kilometer tussen Guacara en Bárbula.[13]
- Autopista Lara-Zulia of Troncal 17 – Een weg tussen Barquisimeto en Maracaibo.[14][15]